# Joseph Meyer (escritor)
Joseph Meyer (Novo Hamburgo, 23 de março de 1973) é um jornalista, dramaturgo e escritor brasileiro, radicado no Rio de Janeiro. Formou-se pelo Teatro Escola de Porto Alegre e graduou-se pela Universidade Estácio de Sá. Como romancista escreveu Walachai, uma história ambientada no Rio Grande do Sul que descreve os costumes e a cultura germânica locais . No teatro, atuou nas montagens de A Diabólica Moll Flanders , de Charles Möeller e em Marido de Mulher Feia Tem Raiva de Feriado , de Paulo Afonso de Lima. Em 2014, escreveu a peça O Comediante, um drama realista encenado e protagonizado pelos atores Ary Fontoura e Angela Rebello, e dirigido por José Wilker e Anderson Cunha .

## Obras no teatro
- 2009 Xeque-Mate – ISBN 9788592021405
- 2014 Fama – ISBN 9788592019686
- 2014 O Comediante – ISBN 9788592019662
- 2015 O Quarto Poder – ISBN 9788592021481
- 2015 Tema de Amor – ISBN 9788592019693
- 2018 Teatro – ISBN 9788592422394 [12]

## Obras em destaque
- 2007 Jornalismo Cultural – ISBN 9788592019617
- 2009 A Escolha – ISBN 9788592422394
- 2010 Amor Confesso – ISBN 9788592021412
- 2011 Imersão – ISBN 9788592019631
- 2012 Amor é Tudo que Você Precisa – ISBN 9788592019624
- 2012 O Voo de Louise – ISBN 9788592019679
- 2014 Obsessão – ISBN 9788592019648
- 2014 Outono – ISBN 9788592021450
- 2014 Flores no Cabelo e Fé – ISBN 9788592019655
- 2018 Novelas – ISBN 9788592422363 [13]
- 2018 Walachai – ISBN 9788592021498 [14]
- 2018 Contos – ISBN 9788592422370
- 2018 Crônicas – ISBN 9788592422387 [15]